# Вертечь
Вертечь (укр. Вертеч) — левый приток рукава Кривая Речка реки Днепра, протекающий по Репкинскому району (Черниговская область, Украина).

## География
Длина — 23 км. Русло реки в верхнем течении (село Грабовка) находится на высоте 138,8 м над уровнем моря.
Берёт начало на болоте восточнее села Вертеча (Репкинский район) на территории Черниговского района непосредственно восточнее административной границы с Репкинским районом. Река течёт на запад. Впадает в рукав Кривая Речка реки Днепра южнее села Губичи (Репкинский район).
Русло слабо-извилистое. На реке создано несколько прудов.
Пойма занята лесами (доминирование сосны, севернее урочище Руднянская Дача), очагами заболоченными участками с лугами. Крупных притоков не имеет.
Населённые пункты на реке (от истока до устья):
1. Вертеча[2]
2. Мекшуновка
3. Грабовка
4. Рудня[3]
5. Новая Рудня
6. посёлок Левичовка
7. Губичи